# 苏希尔·库马尔 (外交官)
苏希尔·库马尔（1978年1月2日—），印度外交官，现任印度驻墨尔本总领事。

## 经历
苏希尔·库马尔生於1978年1月2日。他在新德里的印度农业研究所完成博士学位，并在加入印度外交服务之前短暂從事过科学家工作。
2009年加入印度外事服務。他曾在印度驻科威特和斯里蘭卡的使團工作，并於2019年5月至2022年6月，代表印度在科倫坡參加了科伦坡计划及南亚合作环境计划，並担任印度—斯里蘭卡基金会（India Sri Lanka Foundation）秘书。在新德里的印度外交部，他曾在西亚与北非事务司任职。
2022年7月27日，接替拉杰·库马尔出任印度驻墨尔本总领事。

## 個人生活
庫馬爾精通英语、印地语、迈蒂利语和阿拉伯语，兴趣包括旅行、阅读和园艺。已婚，與妻子莫娜（Mona）育有兩女。